# IC 1299
IC 1299 bezeichnet im Index-Katalog mehrere scheinbar dicht beieinander liegende Sterne im Sternbild Vulpecula. Der Katalogeintrag geht auf eine Beobachtung des Astronomen Thomas Espin am 8. Oktober 1893 zurück.